# المسيحية في أوغندا

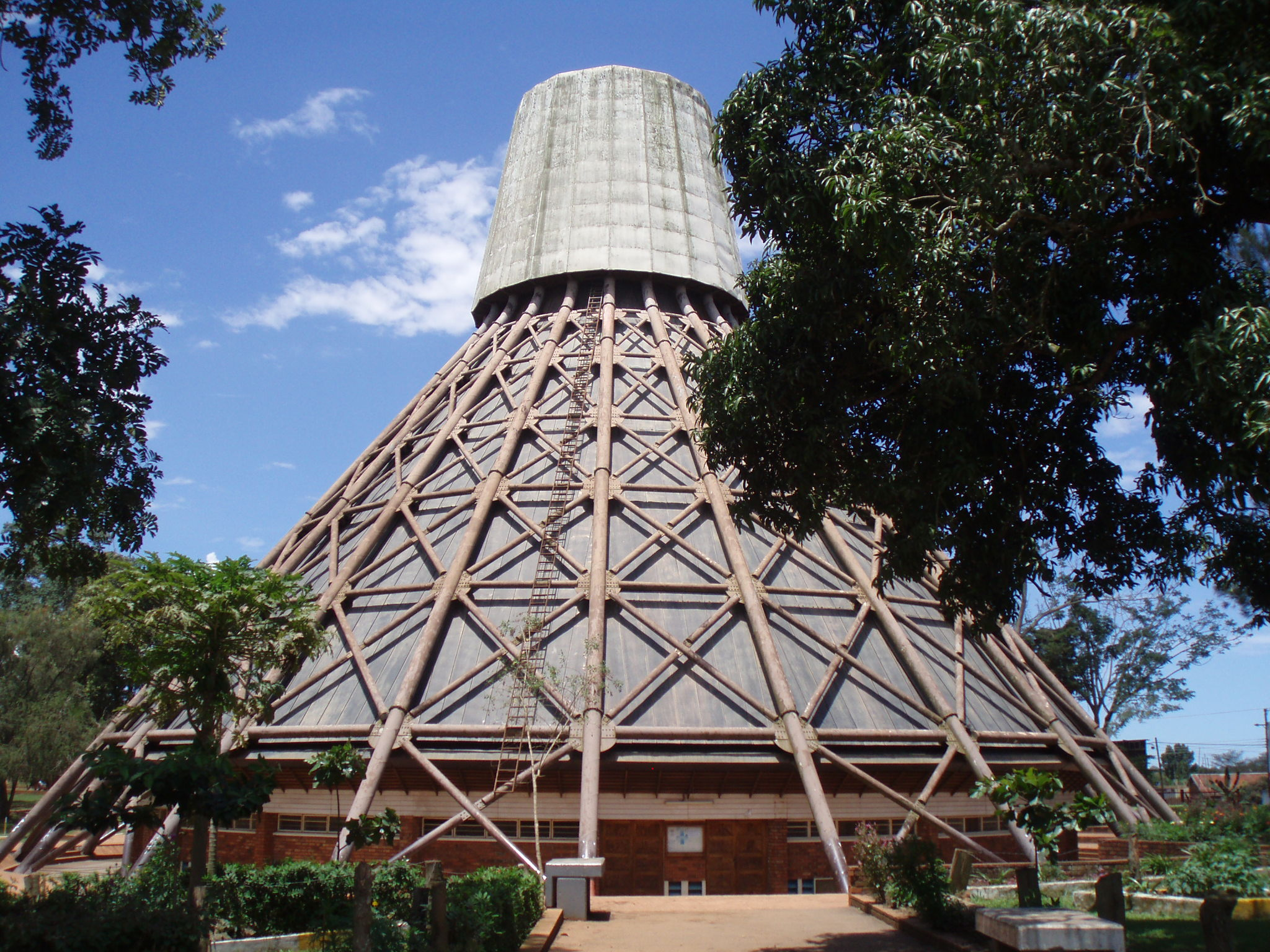
بازيليكا شهداء أوغندا في ناموجونجو.

تُشكل المسيحية في أوغندا أكثر الديانات انتشاراً بين السكان، ووفقًا للتعداد الوطني في أكتوبر عام 2014، كانت نسبة المسيحيين بمختلف طوائفهم حوالي 84.5% من إجمالي سكان أوغندا. حلّت الكنيسة الرومانية الكاثوليكية في المرتبة الأولى كأكبر الطوائف المسيحية من حيث عدد الأتباع (39.3% من مجموع السكان)، وتلتها الكنيسة الأنجليكانية في أوغندا (32.0%). وهناك العديد من الكنائس الخمسينية (11.1%) والتي تشهد نمواً كبير، في حين أن الطوائف المسيحية الأخرى تشكّل 2.1%. الجمعة العظيمة، وإثنين الفصح، وعيد الفطر، وعيد الأضحى، وعيد الميلاد هي أعياد وطنية معترف بها.

## تاريخ

### العصور المبكرة

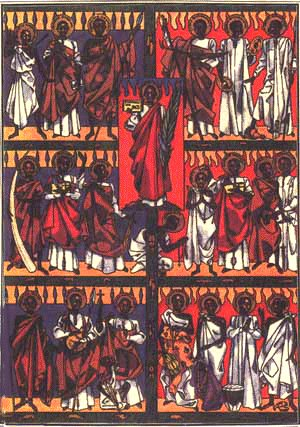
أيقونة مسيحيَّة تصور "شهداء أوغندا".

نُشر في المملكة المتحدة رسالة عام 1875 تقول أنها دعوة من موتيسا الأول ملك بوغندا، لإرسال المبشّرين المسيحيين، وأسفر عن ذلك وصول ألكسندر ماكاي من جمعية التبشير التابعة للكنيسة الأنجليكانية إلى بوغندا في عام 1877. ولحقه بعد عامين مجموعة من الآباء البيض الفرنسيين، برئاسة بيير سيمون لورديل. وكان قد دخل الإسلام إلى المملكة من خلال التجار العرب القادمين من زنجبار. أدى هذا بشكل فعال إلى صراع ديني بين الجماعات الدينية الثلاثة من أجل التأثير السياسي على البلاط الملكي في بوغندا. وبحلول منتصف عقد 1880، تحول الكثير من السكان المحليين إلى المسيحية والإسلام، وكان بعض من المتحولين يحملون مناصب مهمة في البلاط الملكي. وتعاطف الملك موتيسا مع الإسلام، ولكن أصبح العديد من زعماء القبائل البارزين مسيحيين. خلف كاباكا موانغا الثاني في العرش عام 1884. وكان يشعر بالقلق من تنامي نفوذ المسيحية وصعود طبقة جديدة من المسؤولين المتعلمين المتميزين عن الزعماء التقليديين، الذين كان لهم توجه ديني مسيحي، وكانوا يرغبون في إصلاح المجتمع. وأثار الضم الألماني لما هو الآن تنزانيا المزيد من القلق. وبعد عام من توليه السلطة، أمر بإعدام كل من يوسفوفاروغاراما وماكو كاكومبا ونوح سيروانجا، الذين كانوا قد اعتنقوا الديانة المسيحية،  بعد أن شجعه رئيس وزرائه. وفي 29 أكتوبر عام 1885، قام باقتياد واغتيال الأسقف الأنجليكاني الجديد جيمس هانينجتون على الحدود الشرقية لمملكته. وقد يكون هذا مقصودًا عن عمد لدرء غزو بريطاني محتمل. إلا أن موانغا قام بعد ذلك بتعيين العديد من المسيحيين في مواقع عسكرية مهمة.
في عام 1886 أمر موانغا بإعدام عدد من المسيحيين والمسلمين. تتحدث مصادر أخرى فقط عن الضحايا الأنجليكان والكاثوليك، وكان جوزيف موكاسا الذي اعتنق المسيحية واعتذر على اغتيال هانينجتون، أول من أُعدم في 15 نوفمبر من عام 1885، وكان هذا بتحريض من كاتيكيكرو رئيس الوزراء. وأصدر موانغا تعليماته بقتل كل الشباب الذين تحولوا إلى الكاثوليكية، وأحرقوا أحياء في ناموغونجو في عام 1886. يقول بيرند «لا تزال أسباب الاضطهاد محل جدل كبير». حيث لعبت العوامل السياسية بالتأكيد دورًا. ومن بين القتلى رؤساء قُصَّر، كان بعضهم، مثل جوزيف موكاسا، «ضحايا ضغائن خاصة من قبل كبار السن... والذين كانوا يشعرون بالغيرة من أن هؤلاء الشباب سيطردونهم قريباً من السلطة». وقد جادل وارد بأن الدافع كان التصور بأن «هؤلاء المسيحيين كانوا متمردين ضد الحكم، وأدوات عن غير قصد للإمبريالية الأجنبية». ورأى أحد الشهود على الحدث، وهو الكاهن الفرنسي لورديل، أن السبب الرئيسي هو شعور موانغا باحتقاره من قبل المسيحيين المتعلمين الذين يدعون معرفة متفوقة بالدين. ويرى بعض الباحثين أن «السبب المباشر لعمليات القتل كان رفض الشباب المسيحيين الانخراط في الممارسات المثلية للملك». حيث في بوغندا تم التسامح مع بعض أشكال العلاقات المثلية وهي مظاهر رفضها ونددها المتحولين للمسيحية. وأثارت أخبار قتل موانغا لحوالي 23 أنجليكاني وحوالي 22 كاثوليكي ردود فعل متناقضة في بريطانيا. رأى البعض ذلك بمثابة علامة على عدم جدوى الجهود التبشيرية في بوغندا، والبعض الآخر كدعوة لتجديد الجهود. وأطلقت الصحافة العلمانية على القتلى لقب «شهداء»، وذكرت صحيفة التايمز بتاريخ 30 أكتوبر عام 1886، نقلاً عن القول المأثور «دماء الشهداء هو نسل الكنيسة»، وتطور هذا الشعور إلى حملة للتدخل البريطاني في المنطقة. وبعد مرور بضع سنوات، استخدمت جمعية التبشير الكنسية الإنجليزية مقتل المسيحيين في أوغندا لحشد الدعم العام للسيطرة البريطانية على أوغندا. وقامت شركة امبريال البريطانية في شرق افريقيا بدعم تمرد ضد الملك موانغا ودعم الجماعات المسيحية والمسلمة المحليَّة. وأطيح في نهاية المطاف بحكم موانغا الثاني في عام 1888 واستعيض عنه أخيه غير الشقيق كيويوا. وتم إسقاط حكم كيويوا نفسه من المسلمين في البلاط الملكي وحل محله أخوه المسلم، كاليما. وأجبرت القوات البريطانية كاليما على التنازل عن العرش وأعادت العرش إلى موانغا الثاني الذي وافق عام 1894 إلى وضع أوغندا كحماية بريطانية. أدت الحروب الأهلية بين المسلمين والمسيحيين، وفيما بعد بين الإنجليز (البروتستانت) والفرنسيين (الكاثوليك)، إلى توقف الأنشطة التبشيرية لعدة سنوات، ولكن بحلول عام 1890 كانت المنطقة تحت السيطرة البريطانية.

### الحقبة الإستعمارية

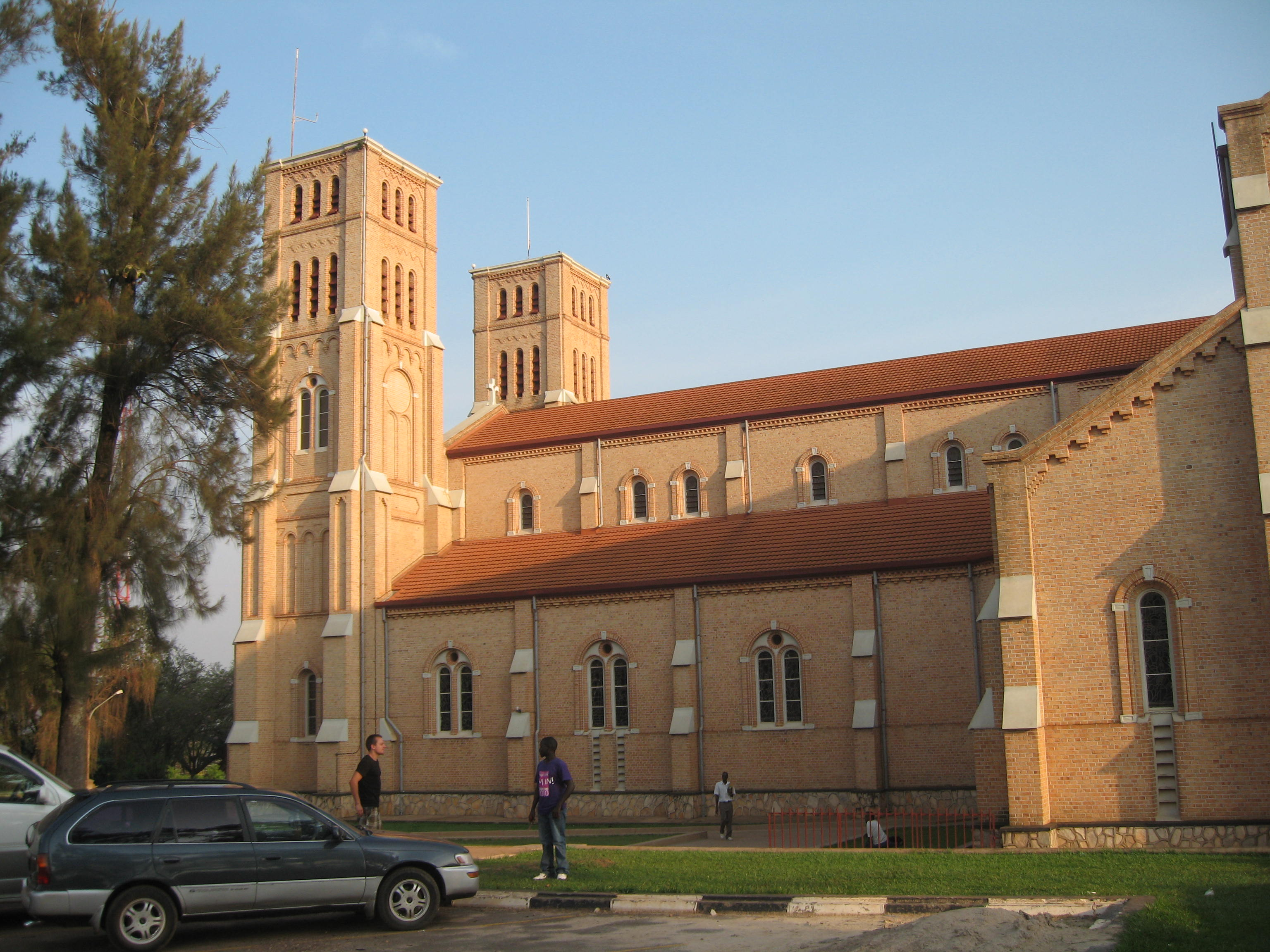
كنيسة القديسة مريم الكاثوليكية في كامبالا.

من عام 1886، كانت هناك سلسلة من الحروب الدينية في بوغندا، في البداية بين المسلمين والمسيحيين ومن ثم بعد عام 1890، بين البروتستانت الداعمين للحكم الإنجيليزي والكاثوليك الداعمين للحكم الفرنسي. وبسبب الاضطرابات المدنية والأعباء المالية، ادعت شركة امبريال البريطانية في شرق افريقيا أنها غير قادر على «الحفاظ على احتلالها» في المنطقة. وكانت المصالح التجارية البريطانية متحمسة لحماية مسار التجارة في نهر النيل، مما دفع الحكومة البريطانية إلى ضم بوغندا والأراضي المجاورة لإنشاء محمية أوغندا في عام 1894. وقام الانعتاقون البروتستانت والكاثوليك المنتصرون بتقسيم مملكة بوغندا التي حكموها، وبعد ذلك بوقت قصير، قام الإمبرياليين الأوروبيين المتنافسين وهم الطبيب الألماني كارل بيترز والقائد البريطاني فريدريك لوغارد، بتحطيم التحالف المسيحي الأوغندي. وحث المبشرون البروتستانت البريطانيون السكان المحليين من البروتستانت على قبول الحكم البريطاني، بينما دعمت البعثة الكاثوليكية الفرنسية الألمان للاحتفاظ باستقلالها.
كان ألفريد روبرت تاكر ثالث أسقف لأبرشية أفريقيا الشرقية الاستوائية الأنجليكانية في عام 1890 وفي عام 1899، تم إنشاء أبرشية أوغندا، وتم تنصيب تاكر كأول أسقف أنجليكاني لأوغندا. وفي عام 1893 تم تعيين الأوغنديين المحليين في المناصب الكنسية وتم تأسيس بوغندا كمركز للتبشير المسيحي في منطقة البحيرات العظمى الأفريقية. وكان واحد من السكان الأصليين الأنجليكان الأكثر شهرة في تلك الفترة هو أبولو كيفيوبلايا، المعروف أيضاً باسم «رسول الأقزام» لعمله بين شعب الأقزام في شرق الكونغو. وازدهرت الكنيسة الأنجليكانية في أوغندا بحلول القرن العشرين، وكانت أبرز إسهامات الكنيسة الأنجليكانية هيَ في مجال التعليم، حيث تم تأسيس المدارس الابتدائية الأولى في عقد 1890. وفي عام 1913 تم تأسيس كلية الأسقف تاكر اللاهوتية في موكونو وتم توسيع هذه المؤسسة في نهاية المطاف لتصبح اليوم ما يعرف اليوم بالجامعة المسيحية الأوغندية. وقامت الكنيسة الأنجليكانية في تطوير مجال الصحة العامة مع إنشاء مستشفى مينغو في عام 1897.

### العصور الحديثة

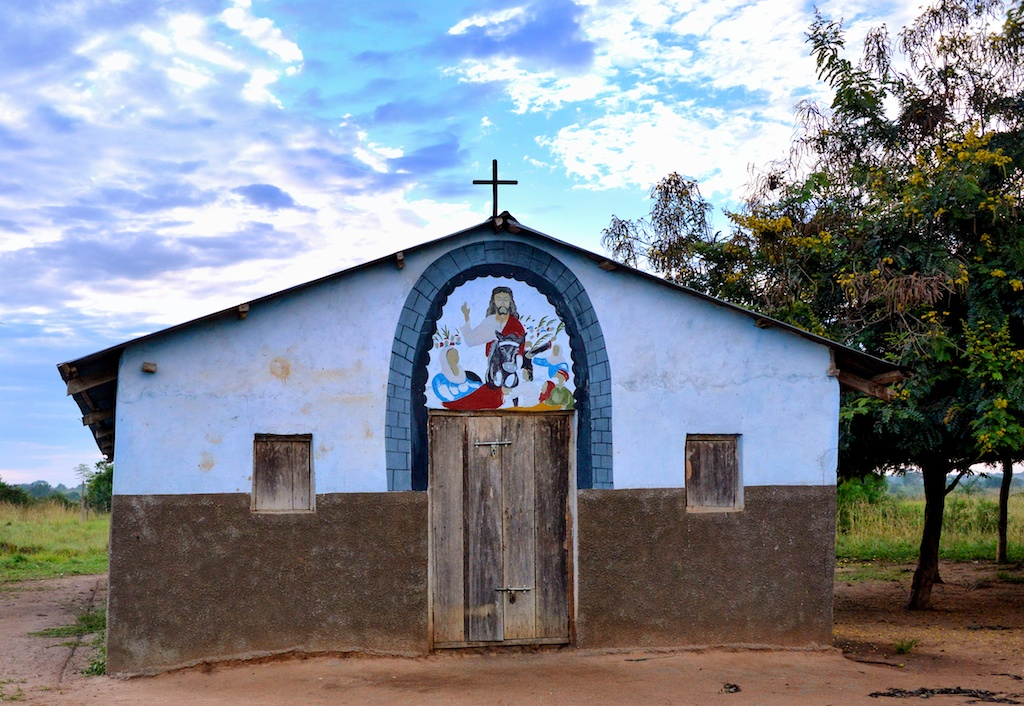
كنيسة مسيحية في أوغندا.

في عام 1961 تم الاعتراف بنمو كنيسة أوغندا الأنجليكانية مع إنشاء مقاطعة أوغندا ورواندا أوروندي، وكان ليزلي براون، أول رئيس مطران للمقاطعة. وقد خلف براون عام 1966 من قبل أول رئيس أساقفة أوغندي، وهو إيريكا سابتي. وشهدت العلاقات بين الأنجليكان والرومان الكاثوليك التي توترت منذ قتال 1892 منعطفاً جديداً مع تأسيس المجلس المسيحي المشترك في أوغندا. وفي عام 1971، وصل عيدي أمين إلى السلطة من خلال انقلاب واستقبل الانقلاب في البداية بحماسة من قبل السكان عمومًا في أوغندا. وأصبحت طبيعة النظام الوحشي والفاسد واضحة للدكتاتور عيدي أمين سبباً لمعارضة الكنائس المسيحية خصوصاً الكاثوليكية والأنجليكانية لسياسات عيدي أمين. أدى هذا إلى إعدام جاناني لووم رئيس الأساقفة للكنيسة الأنجليكانية عام 1976 بناءًا على أوامر عيدي أمين. وأدت الإطاحة بعيدي أمين عام 1979 إلى إحلال الديمقراطية في أوغندا، وعلى الرغم من ذلك ظل السلام بعيد المنال في شمال أوغندا مع تمرد جيش الرب للمقاومة، وهي حركة مسيحية مسلحة في شمال أوغندا، ترجع جذورها إلى امرأة تدعى أليس لاكوينا. ففي ثمانينيات القرن العشرين اعتقدت لاكوينا أن الروح المقدسة خاطبتها وأمرتها بالإطاحة بالحكومة الأوغندية لما تمارسه من ظلم وجور ضد شعب أتشولي. وتأسس جيش الرب كمعارضة أوغندية من قبائل الأتشولي في الثمانينات وبالتحديد عام 1986 على يد جوزيف كوني وهو نفس العام الذي استولى فيه الرئيس يوري موسيفيني على السلطة في كمبالا. واستندت في تحركها على ادعاءات بإهمال الحكومات الأوغندية للمناطق الواقعة شمال أوغندا.
حاولت الحكومة إصدار تشريعات تهدف إلى تقليل استقلالية الجماعات الدينية وزيادة سيطرة الدولة عليها، مثل وضع لائحة للجماعات الدينية، وحظر الوعظ الديني في الشوارع. شهدت أوغندا أيضًا صعود الإسلام الراديكالي في الجزء الشرقي من البلاد، حيث تتقدم في مناطق مثل مبالي وكاسيسي وأرووا ويومبي. يواجه المتحولون من الإسلام إلى المسيحية في البلاد ضغوطًا من الأسرة والمجتمع المحلي، والتي تكون أحيانًا مصحوبة بالطرد والاعتداءات الجسدية وحتى القتل. حيازة مواد مسيحية أو مناقشة العقيدة المسيحية مع أفراد الأسرة أو المجتمع أمر محفوف بالمخاطر أيضًا، خاصةً في المناطق الشرقية من البلاد، حيث ينتشر المسلمون بشكل أكثر. كما وردت تقارير عن تسمم المتحولين إلى المسيحية، وطردهم من منازلهم وتهميشهم. وبحسب دراسة تعود إلى عام 2015 حوالي 35,000 مواطن مُسلم أوغندي تحول إلى المسيحية. في عام 2014 سنّت أوغندا قانونًا جديدًا يعاقب أولئك الذين يثبت قيامهم بممارسات مثلية جنسية بالسجن المؤبد، كما يجرم القانون الجديد كل من لا يخبر السلطات عن «المثليين.» ويعود سنّ القانون إلى تأثير الحركات الإنجيلية والخمسينية ذات النفوذ السياسي والاجتماعي والمناهضة للمثلية الجنسية والتي تنظر لها بأنها خطيئة وعمل غير أخلاقي. في 5 فبراير عام 2020، أعلن مجلس الأساقفة في أوغندا عن افتتاح أول قناة تلفزيونية كاثوليكية في البلاد، وهي تلفزيون أوغندا الكاثوليكي (UCTV).

## ديموغرافيا

### التعداد السكاني
| الإنتماء الديني               | تعداد 1991 | تعداد 2002 | تعداد 2014 |
| ----------------------------- | ---------- | ---------- | ---------- |
| المسيحية                      | 85.4%      | 85.2%      | 84.5%      |
| الكنيسة الرومانية الكاثوليكية | 44.5%      | 41.9%      | 39.3%      |
| كنيسة أوغندا (الأنجليكانية)   | 39.2%      | 35.9%      | 32.0%      |
| الخمسينية                     | -          | 4.6%       | 11.1%      |
| الأدفنتست                     | 1.1%       | 1.5%       | 1.7%       |
| الكنيسة المعمدانية            | -          | -          | 0.3%       |
| الكنيسة الأرثوذكسية الشرقية   | <0.1%      | 0.1%       | 0.1%       |
| مسيحيون آخرون                 | 0.6%       | 1.2%       | -          |

### الإنتشار
الجدول التالي يُبين نسبة التركيبة الدينية وفقاً للمناطق بحسب التعداد السكاني عام 2002:
| الإنتماء الديني                    | المنطقة الوسطى | المنطقة الشرقية | المنطقة الشمالية | المنطقة الغربية |
| ---------------------------------- | -------------- | --------------- | ---------------- | --------------- |
| الكاثوليك                          | 41.2%          | 29.6%           | 59.2%            | 40.6%           |
| بروتستانت وأنجليكان                | 30.1%          | 43.0%           | 25.3%            | 45.2%           |
| خمسينيون                           | 5.9%           | 6.1%            | 3.1%             | 3.4%            |
| أدفنتست                            | 1.9%           | 1.0%            | 0.5%             | 2.6%            |
| أرثوذكس شرقيون                     | 0.2%           | 0.1%            | 0.1%             | 0.2%            |
| مسيحيون آخرون                      | 0.8%           | 2.1%            | 0.5%             | 1.1%            |
| مسلمون                             | 18.4%          | 17.0%           | 8.5%             | 4.5%            |
| أتباع الديانات الأفريقية التقليدية | 0.1%           | 0.1%            | 1.6%             | 0.1%            |
| آخرون                              | 0.6%           | 1.0%            | 1.3%             | 2.3%            |

## الطوائف المسيحية

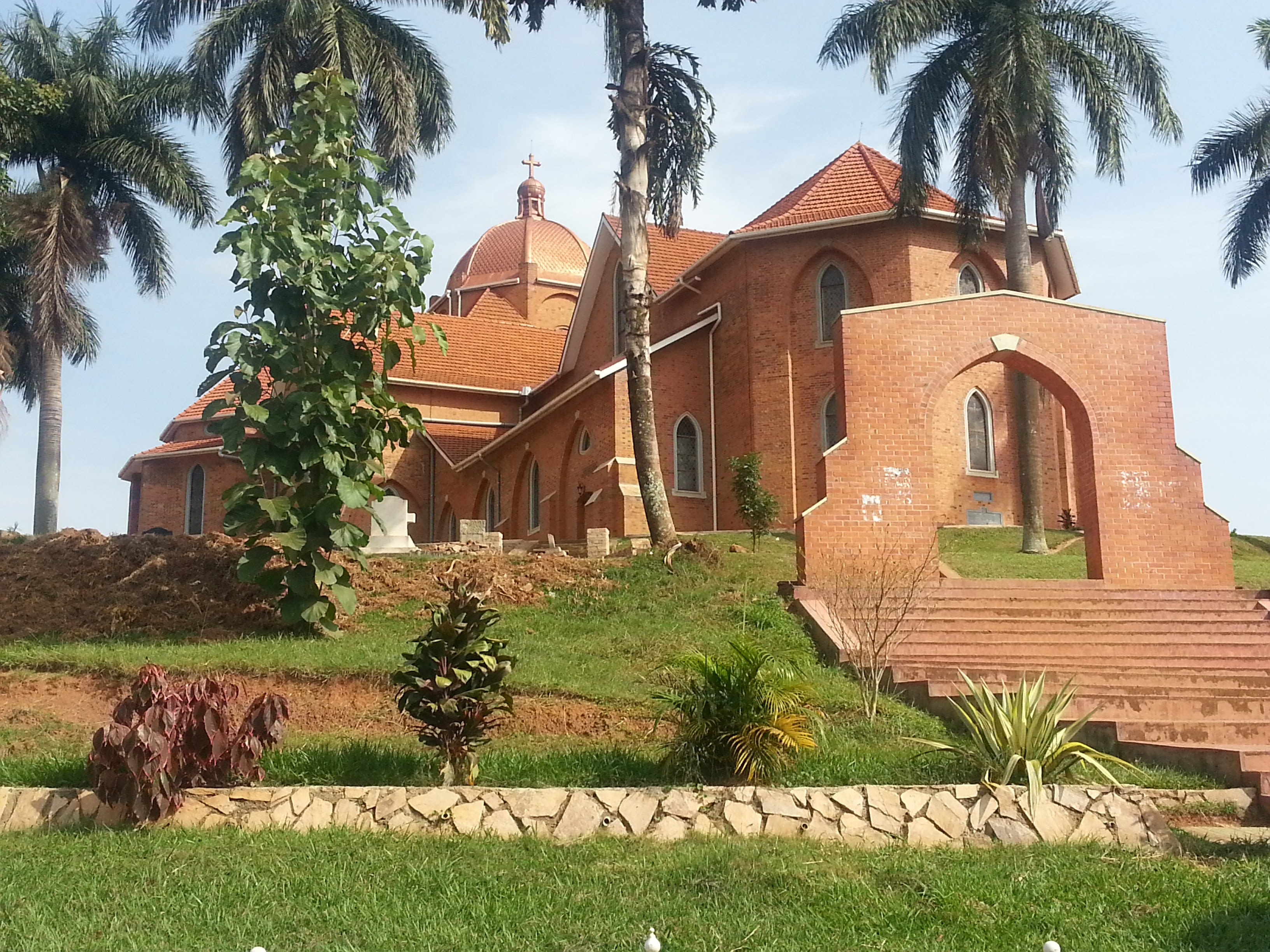
كاتدرائية القديس بولس الأنجليكانية في كامبالا.

وفقًا للتعداد الوطني في أكتوبر عام 2014، كانت نسبة المسيحيين من جميع الطوائف 84.5% من سكان أوغندا. حلّت الكنيسة الرومانية الكاثوليكية المرتبة الأولى وأكبر الطوائف المسيحية من حيث عدد الأتباع (39.3% من مجموع السكان)، وتليها الكنيسة الأنجليكانية في أوغندا (32.0%). وهناك العديد من الكنائس الخمسينية (11.1%) والتي تشهد نمواً كبير، في حين أن الطوائف المسيحية الأخرى 2.1%.
حوالي 13.6 مليون أوغندي معمَّد في الكنيسة الكاثوليكية، ويتبع الكنيسة الأنجليكانية حوالي 8.7 مليون أوغندي. ولدى الكنيسة المشيخية نحو 100 إلى 200 تجمع ديني، وهي في نمو مستمر. لدى كنيسة يسوع المسيح لقديسي الأيام الأخيرة أكثر من 10,000 عضو في 22 أبرشية في أوغندا. ولديها أيضًا مراكز لتاريخ العائلة في أوغندا. ويتبع المسيحيون الأرثوذكس روحياً وإدارياً بطريركية الإسكندرية للروم الأرثوذكس حيث تقدر نسبتهم بحوالي 0.1%، على الرغم من أن مصادر أخرى تقدر نسبتهم بحوالي 3% من السكان. وتملك جمعية الأصدقاء الدينية تجمعين دينيين ويقدر عدد أتباع الكنيسة بحوالي 3,000 شخص عام 2001. وبحسب دراسة تعود إلى عام 2015 حوالي 35,000 مواطن مُسلم أوغندي تحول إلى المسيحية.

### الكنيسة الكاثوليكية
الكنيسة الكاثوليكية الأوغندية هي جزء من الكنيسة الكاثوليكية العالمية في ظل القيادة الروحية للبابا في روما ومجلس الأساقفة الأوغندي. ويتوزع الكاثوليك أربعة أسقفيات وتسعة عشرة أبرشية، حيث تضم البلاد على حوالي 13.6 مليون أوغندي معمَّد في الكنيسة الكاثوليكية. تملك الإرساليات الكاثوليكية شبكة واسعة من المستشفيات والمستوصفات ومدارس للمكفوفين ومراكز تدريب للأخصائيين الاجتماعيين، بالإضافة إلى 3,350 مدرسة ابتدائية كاثوليكية وحوالي 425 مدرسة ثانوية في أوغندا؛ لا تقدم المؤسسات التعليمية العامة دروسًا في الدين. ويشكل الرومان الكاثوليك الغالبية السكانية في مناطق شمال وغرب النيل.
تضمنت المشكلات والصراعات في العقود الأخيرة بين قادة الكنيسة الكاثوليكية والحكومة جهود وزير أوغندي لإضفاء الشرعية على الدعارة، وإدخال الحكومة لحبوب الإجهاض، وهي خطوات تعارضها الكنيسة بشدة. في عام 2001، قدم الكرسي الرسولي منحة قدرها 500,000 دولار لمحاربة الإيدز في أوغندا. تقيم الكنيسة الكاثوليكية علاقات ودية مع أتباع الديانات الأخرى ومع الدولة.

### الكنيسة الأنجليكانية
كنيسة أوغندا الأنجليكانية هي عضو في الطائفة الأنجليكانية. يوجد حاليًا 37 أبرشية تتكون منها كنيسة أوغندا، ويرأس كل منها أسقف. اعتبارًا من تعداد عام 2014، يعتبر 32% من الأوغنديين أنفسهم منتسبين إلى الكنيسة الأنجليكانية. وفقًا لدراسة تمت مراجعتها من قِبل النظراء في مجلة الدراسات الأنجليكانية التي نُشرت في عام 2016 من قبل مطبعة جامعة كامبريدج، تضم كنيسة أوغندا أكثر من 8 ملايين عضو وحوالي 795,000 عضو معمّد نشط.

## المجتمع

### العنف الديني
جيش الرب للمقاومة هي جماعة هرطقية مسيحية غير تقليدية تعمل في شمال أوغندا وجنوب السودان وجمهورية أفريقيا الوسطى وجمهورية الكونغو الديمقراطية. وتُعرف في الأصل باسم جيش الإنقاذ المقدس أو الحركة المسيحية الأوغندية، وتشمل أهدافه المعلنة إقامة ديمقراطية متعددة الأحزاب، وحُكم أوغندا وفقًا للوصايا العشر، وقومية أتشولي. عمليًا «جيش الرب للمقاومة ليس مدفوعًا بأي أجندة سياسية محددة، واستراتيجيته وتكتيكاته العسكرية تعكس ذلك». ويبدو أنها تعمل إلى حد كبير كعبادة شخصية لزعيمها جوزيف كوني، وهو نبي مُعلن عن نفسه وأكسبته قيادته لقب «ديفيد كوريش الأفريقي». أدرجت الولايات المتحدة جيش الرب للمقاومة كجماعة إرهابية، على الرغم من إزالته منذ ذلك الحين من قائمة الجماعات الإرهابية النشطة المحددة.

### العلاقة مع المسلمين
بحسب مسح لمركز بيو للأبحاث نُشر عام 2013 يقول 16% من المسلمين الأوغنديين إن جميع المسلمين في بلدهم، أو الكثير منهم، معادون للمسيحيين، وفقاً لمسح أجراه مركز بيو للأبحاث حول مسلمي العالم. ونحو 20% من تم استطلاع آرائهم من المسلمين في أوغندا يقولون إن كل أو معظم أو كثير من المسيحيين معادون للمسلمين. وبحسب مركز بيو للأبحاث حوالي 44% من المسلمين الأوغنديين يقولون إنهم يعرفون بعضًا أو كثيرًا عن المعتقدات المسيحية، ويقول حوالي 58% من المسلمين الأوغنديين أنَّ المسيحية تختلف كثيراً عن الإسلام، بالمقارنة مع 36% منهم يقولون أنَّ للمسيحية الكثير من القواسم المشتركة مع الإسلام. وقال 55% المسلمين الأوغنديين أنهم يُشاركون في اجتماعات دينيَّة منظمة مع المسيحيين.
يُواجه المتحولون من الإسلام إلى المسيحية في البلاد ضغوطًا من الأسرة والمجتمع المحلي، والتي تكون أحيانًا مصحوبة بالطرد والاعتداءات الجسدية وحتى القتل. حيازة مواد مسيحية أو مناقشة العقيدة المسيحية مع أفراد الأسرة أو المجتمع أمر محفوف بالمخاطر أيضًا، خاصةً في المناطق الشرقية من البلاد، حيث ينتشر المسلمون بشكل أكثر. كما وردت تقارير عن تسمم المتحولين إلى المسيحية، وطردهم من منازلهم وتهميشهم. وبحسب دراسة تعود إلى عام 2015 حوالي 35,000 مواطن مُسلم أوغندي تحول إلى المسيحية.